# 舒馬迪亞區
舒馬迪亞區是塞爾維亞中部的行政区，行政中心为克拉古耶瓦茨。行政区面積为2,387平方公里，2022年人口数量为269,728人。

## 城市和市镇
舒马迪亚区的范围包括一个城市和6个市镇：
- 克拉古耶瓦茨（城市）
- 阿蘭傑洛瓦茨
- 巴托契納
- 克尼奇
- 拉波沃
- 拉查
- 托波拉